# Higor Vidal
Higor Felipe Vidal (Londrina, 26 settembre 1996) è un calciatore brasiliano, centrocampista del Teuta.

## Carriera

### Club
Il 27 agosto 2016 viene acquistato a titolo definitivo dalla squadra greca del PAS Giannina.
Il 21 agosto 2019 viene acquistato a titolo definitivo dalla squadra lituana dello Žalgiris.

## Palmarès

### Club

#### Competizioni statali
- Campionato Paranaense: 1

Londrina: 2014

#### Competizioni nazionali
- Supercoppa di Lituania: 1

Žalgiris: 2020